# Immobilien Magazin
Das Immobilien-Magazin ist eine österreichische Fachzeitschrift für die Immobilienbranche. 

## Geschichte
Das Immobilien-Magazin erscheint seit 1992, in monatlichem Turnus. Außerdem werden mehrere Spezial-Magazine veröffentlicht. Zielgruppe sind Entscheidungsträger der Immobilienbranche.
Seit Frühjahr 2023 ist Stefan Posch der Chefredakteur.

## Online-Angebot

### immoflash.at
Immoflash ist ein täglicher Newsletter mit  Informationen aus der Immobilienbranche (Mo.–Do.).

### Morgenjournal
Das Morgenjournal ist ein täglicher Podcast über  Entwicklungen in der Immobilienbranche.

### immo7News
Immo7news ist eine wöchentliche Fernsehsendung. 

### immojob
Immojob ist ein Jobportal der Immobilienbranche.